# Кэмпбелл, Торквил, 13-й герцог Аргайл
Торквил Иэн Кэмпбелл, 13-й и 6-й герцог Аргайл (англ. Torquhil Ian Campbell, 13th and 6th Duke of Argyll; род. 29 мая 1968) — шотландский аристократ и наследственный пэр. Титуловался графом Кэмпбеллом с 1968 по 1973 год и маркизом Лорном с 1973 по 2001 год.
Главная резиденция семьи — замок Инверэри, хотя герцог и герцогиня проводят время в других резиденциях, в том числе и в Лондоне.

## Биография
Родился 29 мая 1968 года в Лондоне. Единственный сын Иэна Кэмпбелла, 12-го и 5-го герцога Аргайла (1937—2001), и Айоны Мэри Колкахун (род. 1945), дочери сэра Ивара Колкахуна, 8-го баронета (1916—2008). У герцога есть младшая сестра, леди Луиза Иона Кэмпбелл (род. 1972).
Получил образование в подготовительной школе Крейгфлауэра, Каргилфилдской подготовительной школе, Колледже Гленалмонд и Королевском сельскохозяйственном университете в Сайренсестере. В последнем он обучался на специалиста по недвижимости.
Служил вторым почетным королевским пажом Елизаветы II с 1981 по 1983 год. Работал торговым агентом, продавцом и менеджером компании. Среди его 29 титулов: мастер королевского двора Шотландии, адмирал Западных берегов и островов и глава клана Кэмпбелл.
Капитан сборной Шотландии по поло на слонах, выигравшей чемпионат мира 2004 и 2005 годов. Представляет компанию Pernod Ricard distillers, продвигающую шотландский виски. Герцог является почетным жителем Лондонского сити и ливрейным служащим Worshipful Company of Distillers.

## Брак и дети
8 июня 2002 года в церкви Святой Марии в Фэрфорде, графство Глостершир, герцог Аргайл женился на Элеонор Кэдбери (род. 26 января 1973), из семьи шоколадных фабрикантов Кэдбери, дочери Питера Хью Джорджа Кэдбери (род. 1943), бывшего председателя Close Brothers Corporate Finance, и его жены Салли Строувелл.
У герцога и герцогини есть трое детей:
- Арчибальд Фредерик Кэмпбелл, маркиз Лорн и Кинтайр (род. 9 марта 2004, Лондон), известный как Арчи Лорн. Служил третьим почетным пажом королевы в 2015—2018 годах[11].
- Лорд Рори Джеймс Кэмпбелл (род. 3 февраля 2006, Лондон)
- Леди Шарлотта Мэри Кэмпбелл (род. 29 октября 2008, Лондон).

Герцогиня Аргайл — покровительница Королевского Каледонского бала и президент The Georgian Group.

## Титулатура
- 13-й герцог Аргайл (с 21 апреля 2001)
- 6-й герцог Аргайл (с 21 апреля 2001)
- 10-й барон Гамильтон из Хэмилдона (с 21 апреля 2001)
- 9-й барон Саундбридж из Кумбанка (с 21 апреля 2001)
- 15-й баронет Кэмпбелл из Ланди, Форфаршир (с 21 апреля 2001)
- 16-й лорд Кинтайр (с 21 апреля 2001)
- 13-й граф Кэмпбелл и Коуэл (с 21 апреля 2001)
- 13-й виконт Лохоу и Гленила (с 21 апреля 2001)
- 13-й маркиз Кинтайр и Лорн (с 21 апреля 2001)
- 22-й лорд Лорн (с 21 апреля 2001)
- 23-й лорд Кэмпбелл (с 21 апреля 2001)
- 13-й лорд Инверэри, Малл, Морверн и Тири (с 21 апреля 2001)
- 22-й граф Аргайл (с 21 апреля 2001).